# 帕尼艾县
帕尼艾县（印尼语：Kabupaten Paniai）是印度尼西亚巴布亚省的一个县，行政中心位于埃纳罗塔利。下辖10个区（Kecamatan或Districts）。

## 历史
荷兰殖民者称这一地区为“Wisselmeren”，根据周围的湖泊将首府命名为埃纳罗塔利（Enarotali）。湖泊由荷兰飞行员Frits Julius Wissel发现于1936年，他将湖泊命名为Wisselmeren，即现在的帕尼艾湖。从这以后，帕尼艾地区与外界开始有交流。

## 地理
帕尼艾县地处毛克山脉西部，全县有80.54％的土地位于1000-3000米海拔。年降雨量2500-4000mm，平均湿度82.3％。
境内有两个主要湖泊，即帕尼艾湖（印尼语：Danau Paniai）和塔戈湖（印尼语：Danau Tage）。

## 行政区划
帕尼艾县下辖10个区（Kecamatan或Districts）
| 区                       | 人口 2010普查 |
| ------------------------ | ------------- |
| 东帕尼艾（Paniai Timur） | 32,864        |
| Tatamo                   | 14,435        |
| Kebo                     | 19,017        |
| Bibida                   | 1,781         |
| Dumadama                 | 4,860         |

| 区                       | 人口 2010普查 |
| ------------------------ | ------------- |
| Aradide                  | 13,045        |
| Ekadide                  | 20,734        |
| 西帕尼艾（Paniai Barat） | 28,877        |
| Siriwo                   | 6,364         |
| Bogobaida                | 11,455        |

## 经济
主要经济来源为农业，主要种植红薯、木薯、山药、花生、绿豆等作物，红薯的加工产业在在当地较为普遍。
林业大大促进地区生产总值的增加，林业相关行业已有私人投资者进入。境内有971,315公顷的森林保护区。
2000年，采矿业产值在帕尼艾县的GDP占比为0.47％，开采方式较为原始。

## 交通
航空运输是该地区重要的交通方式，全县有15个机场，其中11个为私人机场。
埃纳罗塔利机场（印尼语：Bandar Udara Enarotali）位于城镇以北，海拔1,866m。IATA: EWI，ICAO: WABT。有一条1000m长的跑道。机场坐标3°55′33″S 136°22′41″E。

## 资料来源
1. 1 2  Biro Pusat Statistik, Jakarta, 2011.
2. ↑  .   [2017-01-09]. （原始内容存档于2020-11-01）.

https://id.wikipedia.org/wiki/Kabupaten_Paniai （页面存档备份，存于）